# Le Monteil-au-Vicomte
Le Monteil-au-Vicomte è un comune francese di 267 abitanti situato nel dipartimento della Creuse nella regione della Nuova Aquitania.

## Società

### Evoluzione demografica
Abitanti censiti